# Régiment de tirailleurs sénégalais de la Côte française des Somalis
Le régiment de tirailleurs sénégalais de la Côte française des Somalis (ou RTS/CFS) est une unité des troupes coloniales françaises, stationné dans la Côte française des Somalis (aujourd'hui Djibouti) entre 1935 et 1940.

## Création et différentes dénominations
- janvier 1934 : formation de la compagnie de tirailleurs sénégalais de la Côte française des Somalis
- septembre 1935 : formation du régiment de tirailleurs sénégalais de la Côte française des Somalis
- 1937 : devient bataillon de tirailleurs sénégalais de la Côte française des Somalis
- janvier 1939 : redevient régiment de tirailleurs sénégalais de la Côte française des Somalis
- octobre 1940 : dissolution, formation de trois bataillons de tirailleurs sénégalais de la CFS (BTS CFS no 1, no 2 et no 4)
- février-avril 1943 : le BTS no 1 devient bataillon de marche n° 21, le BTS no 2 devient bataillon de marche n° 22 et le BTS no 4 devient bataillon de marche no 24
- juin 1946 : formation du bataillon sénégalais de la Côte française des Somalis à partir du bataillon mixte sénégalais-malgache de la Côte française des Somalis créé en mars 1942
- octobre 1948 : renommé bataillon autonome semi-motorisé d'infanterie coloniale

## Historique
Les compagnies du 1er bataillon de tirailleurs somalis, après la Première Guerre mondiale, sont envoyées à Madagascar où elles disparaissent. La compagnie de tirailleurs sénégalais envoyée à Djibouti pendant la guerre repart en 1922. La défense de Djibouti n'est donc assurée que par une milice indigène et un peloton méhariste. Une compagnie sénégalaise est envoyée sur place en 1933,, et prend le nom de compagnie de tirailleurs sénégalais de la Côte française des Somalis le 1er janvier 1934.
Le régiment est mis sur pied en réponse aux prétentions irrédentistes de l'Italie fasciste, avec deux bataillons de tirailleurs, une batterie d'artillerie (futur groupe d'artillerie coloniale de la Côte française des Somalis), un peloton d'automitrailleuses et des éléments du génie,.
En 1937, l'effectif est réduit à un seul bataillon mais Djibouti est peu à peu renforcé de bataillons de marche de tirailleurs sénégalais venus de l'Afrique occidentale française, comme le bataillon de marche du 8e régiment de tirailleurs sénégalais qui rejoint en 1938 et le RTS de la CFS est recréé le 1er janvier 1939.
Le régiment est constitué en septembre 1939 de sept bataillons de tirailleurs sénégalais, plus une compagnie de 12 chars FT et un peloton de six automitrailleuses.
Le 16 octobre 1940, le régiment est dissous et forme trois bataillons : le 1er, le 2e et le 3e BTS de la CFS. En février-avril 1943, le BTS no 1 devient bataillon de marche n° 21, le BTS no 2 devient bataillon de marche n° 22, le BTS no 4 devient bataillon de marche n° 24,.
Le bataillon de tirailleurs sénégalais de la CFS est recréé le 1er juin 1946  à partir du bataillon mixte sénégalais-malgache de la CFS créé en mars 1942. En 1948, le BTS/CFS est renommé bataillon autonome d'infanterie semi-motorisé de la CFS, ancêtre (après plusieurs renommages) de l'actuel 5e régiment interarmes d'outre-mer.

## Insigne
L'insigne du régiment est réalisé en 1939. La mosquée représente Djibouti, le palmier fait référence au Palmier de zinc, un célèbre café de Djibouti.

## Personnalités ayant servi au régiment
- Edmond Magendie, qui rejoint l'unité en 1938